# Tuttovale Menon
Tuttovale Menon, nelle fonti citato anche con il nome Tuttvalle, Tugdual, Tudual, Tuttuale, Tuduuale, Jugdulus (Bretagna, prima del 1502 – Ferrara, 1567?), è stato un compositore francese di musica vocale, considerato per tradizione uno degli insegnanti del giovane Claudio Merulo.

## Biografia
Nato in Bretagna, in località imprecista (o forse a Cambrai) ma certo prima del 1502, Menon arrivò in Italia all'inizio del terzo decennio del XVI secolo, e si stabilì a Correggio, allora dominata dalla famiglia Da Correggio e in particolare da Veronica Gambara, vedova di Giberto X. 
Era sposato con una donna di nome Giulia ed ebbe almeno undici figli, una delle quali chiamata Margherita fu battezzato nel 1521 avendo come padrino il duca di Modena Sigismondo d'Este, segno che Menon era in stretta frequentazione con le corti padane. Un altro figlio era d'altra parte chiamato Sigismondo Quirino (Quirino è il santo patrono di Correggio).  
Secondo alcune fonti sarebbe stato anche ospite del conte Boiardo di Scandiano nel 1543, e certamente si recò alla corte di Renata di Francia a Ferrara nel 1548, alla quale dedicò l'unico libro di madrigali a stampa che ci è pervenuto a suo nome. 
Poiché pare possedesse alcuni terreni a Correggio, Menon era evidentemente un cittadino profondamente radicato nella cittadina emiliana e non un semplice ospite passeggero: questo autorizza con più forza la possibilità che sia stato effettivamente maestro di elementi musicali di Claudio Merulo e certamente inserisce un elemento di indubbio interesse nel quadro, peraltro ancora da studiare, dei movimenti e delle influenze dei compositori in area padana nella prima metà del Cinquecento. Una tradizione storiografica non attestata suggerisce che avesse avuto rapporti di insegnamento musicale anche con la poetessa Gaspara Stampa.
Pare che Menon sia tornato in Bretagna, a Cambrai, nel 1550, lo ritroviamo a Correggio due anni dopo, e poi ancora nel 1553, a Ferrara, dove morì fra 1566 e 1568.

## Musica
A suo nome è ascritto un libro di 44 madrigali a quattro voci dedicato a Renata di Franca e pubblicato nel 1548 (una copia è conservata al Museo internazionale e biblioteca della musica di Bologna). 
Un altro suo madrigale è contenuto in un'antologia dedicata all'investitura del duca Ercole II d'Este del 1534. I suoi madrigali sono di ottima fattura, con molti salti, pause e note ribattute. 